# Helsingør Gymnasium
Helsingør Gymnasium (forkortet: HG) er et gymnasium i Helsingør.
Gymnasiet blev oprettet i 1978 i midlertidige lokaler ved Helsingør Teknikum og flyttede i 1979 til det eksisterende murstensbyggeri fra 1960'erne, hvor det nuværende Espergærde Gymnasium (under navnet Helsingør Gymnasium) fandtes. Det gamle gymnasium skiftede navn og flyttede til en ny bygning i Espergærde. Helsingør Gymnasium er udsmykket med kakkelportaler i samarbejde med kunstneren Lin Utzon. Gymnasiet er placeret i det sydvestlige Helsingør.

## Rektorer
- 1978: Uffe Gravers Pedersen
- 1986: Otto Rühl (konstitueret)
- 1987: Carl P. Knudsen
- 2008: Kristian Jacobsen
- 2014: Sune Bek
- 2017: Mette Macholm (konstitueret)
- 2018: Claus E. Madsen

## Elevrådsformænd
- 2010: Marie Stein
- 2011: Sofie Gyldsø Pedersen
- 2012: Amanda Arnved
- 2013: Alma Andersen Tjalve
- 2014: Michala Josephine Nørgaard
- 2015: Malthe Grønlund Poulsen
- 2016/2017: Jaspar Hammering Kristensen
- 2017/2018: Lukas Antvorskov Fritzbøger
- 2019: Freja Sif Østergaard Frank/Lukas Antvorskov Fritzbøger
- 2020: Mike Viking Nørgaard Hansen
- 2021: Mathilde Skjøth-Rasmussen
- 2022: Savannah Pierre

## Kendte studenter
- 1966: Klaus Eusebius Jakobsen, skoleleder og kommunalpolitiker
- 1985: Martin Lidegaard, cand.comm. og MF samt tidligere udenrigsminister (Radikale Venstre)
- 1986: Jens Korse, journalist og manuskriptforfatter
- 1986: Lasse Aagaard, komponist
- 1992: Phie Ambo, filminstruktør
- 1992: Jakob Boeskov, kunstner og filmskaber
- ca. 1994: Dina Birte Al-Erhayem, skuespillerinde og TV-værtinde
- 1986 Birgitte Bergmann, MF 2019- (Det Konservative Folkeparti)
- 1985 Henrik Møller, MF 2019- (Socialdemokratiet)
- 1994: Pernille Vermund, arkitekt, politiker, partistifter og MF 2019- (Nye Borgerlige)
- 2000: Rasmus Paludan, cand.jur. og advokat samt politiker og partistifter (Stram Kurs)
- 2003: David Pepke, sanger kendt fra C21

56°1′20.98″N 12°35′7.06″Ø / 56.0224944°N 12.5852944°Ø